# Liste des champions paralympiques canadiens
Liste des sportifs et sportives canadiens (par sport et par chronologie) médaillés d'or lors des Jeux paralympiques d'été et d'hiver, à titre individuel ou par équipes, de 1968 à 2024.

## Jeux paralympiques d'été

### Athlétisme
| Nom                | Discipline(s)                                            | Année(s)                                                                   |
| ------------------ | -------------------------------------------------------- | -------------------------------------------------------------------------- |
| James Shaw         | Lancer du disque F38                                     | 2000                                                                       |
| Jeff Adams         | 800 m, T54 1 500 m, T54                                  | 2000 · 2000                                                                |
| Jason Lachance     | 200 m, T34                                               | 2000                                                                       |
| Clayton Gerein     | Marathon T52                                             | 2000                                                                       |
| Andre Beaudoin     | 200 m, T52                                               | 2004                                                                       |
| Chelsea Clark      | 200 m, T52 400 m, T52                                    | 2004 · 2004                                                                |
| Lisa Franks        | 100 m, T52 200 m, T52 400 m, T52 800 m, T52 1 500 m, T52 | 2004 · 2000, 2004 · 2000 · 2000 · 2000                                     |
| Chantal Petitclerc | 100 m, T54 200 m, T54 400 m, T54 800 m, T54 1 500 m, T54 | 2004, 2008 · 2000, 2004, 2008 · 2004, 2008 · 2000, 2004, 2008 · 2004, 2008 |
| Earle Connor       | 100 m, T42                                               | 2000, 2008                                                                 |
| Dean Bergeron      | 100 m, T52 200 m, T52                                    | 2008 · 2008                                                                |
| Michelle Stilwell  | 100 m, T52 200 m, T52 400 m, T52                         | 2008, 2012 · 2008, 2016 · 2016                                             |
| Nate Riech         | 1 500 m, T38                                             | 2020                                                                       |
| Greg Stewart       | Lancer du poids Lancer du poids                          | 2020 · 2024                                                                |
| Cody Fournie       | 100 m, T51 200 m, T51                                    | 2024 · 2024                                                                |
| Brent Lakatos      | 100 m, T53 800 m, T53                                    | 2016 · 2024                                                                |
| Austin Smeenk      | 800 m, T34                                               | 2024                                                                       |

### Basket-ball en fauteuil roulant
| Nom | Discipline(s)    | Année(s) |
| --- | ---------------- | -------- |
| Sabrina Pettinicchi Tracey Ferguson Lori Radke Linda Kutrowski Jo Kelly Michelle Stilwell Chantal Benoit Renee del Colle Marnie Peters Kendra Ohama Marni Abbott Jennifer Krempien | Tournoi féminin  | 2000     |
| David Durepos Richard Peter Travis Gaertner Chris Stoutenburg Patrick Anderson Jaimie Borisoff Kenneth Hall Ross Norton Joey Johnson Jeff Dennis James Treuer Roy Henderson        | Tournoi masculin | 2000     |
| David Durepos David Eng Travis Gaertner Chris Stoutenburg Patrick Anderson Jaimie Borisoff Adam Lancia Ross Norton Joey Johnson Richard Peter Roy Henderson Brad Bowden            | Tournoi masculin | 2004     |
| Dave Durepos Yvon Rouillard Bo Hedges Richard Peter Joey Johnson Adam Lancia Abdi Dini Chad Jassman Patrick Anderson Brandon Wagner Tyler Miller David Eng                         | Tournoi masculin | 2012     |

### Boccia
| Nom           | Discipline(s)  | Année(s) |
| ------------- | -------------- | -------- |
| Paul Gauthier | Individuel BC3 | 2004     |

### Cyclisme
| Nom              | Discipline(s)       | Année(s) |
| ---------------- | ------------------- | -------- |
| Robbi Weldon     | Course en ligne B   | 2012     |
| Tristen Chernove | Contre-la-montre C2 | 2016     |

### Goalball
| Nom                                                                                 | Discipline(s)   | Année(s) |
| ----------------------------------------------------------------------------------- | --------------- | -------- |
| Nancy Morin Nathalie Chartrand Viviane Forest Contessa Scott Amy Alsop Carrie Anton | Tournoi féminin | 2000     |
| Kelley Hannett Amy Alsop Contessa Scott Annette Lisabeth Viviane Forest Nancy Morin | Tournoi féminin | 2004     |

### Équitation
| Nom            | Discipline(s)                 | Année(s) |
| -------------- | ----------------------------- | -------- |
| Lauren Barwick | Grand Prix libre catégorie II | 2008     |

### Natation
| Nom                                                                          | Discipline(s) | Année(s)                                          |
| ---------------------------------------------------------------------------- | --- | ------------------------------------------------- |
| Jessica Sloan Danielle Campo Andrea Cole Stephanie Dixon                     | Relais femmes 4 x 100 m libre (34 points)                                                                                   | 2000                                              |
| Stephanie Dixon Jessica Sloan Elisabeth Walker-Young Darda Geiger            | Relais femmes 4 x 100 m 4 nages (34 points)                                                                                 | 2000                                              |
| Brad Sales Philippe Gagnon Andrew Haley Robert Penner Benoît Huot Adam Purdy | Relais hommes 4 x 100 m 4 nages (34 points)                                                                                 | 2000                                              |
| Elisabeth Walker-Young                                                       | 50 m papillon, S7 200 m 4 nages, SM7                                                                                        | 2000 · 2000                                       |
| Jessica Sloan                                                                | 50 m nage libre, S10 100 m nage libre, S10 100 m brasse, SB9 200 m 4 nages, SM10                                            | 2000 · 2000 · 2000 · 2000                         |
| Danielle Campo                                                               | 50 m nage libre, S7 100 m nage libre, S7                                                                                    | 2000 · 2000                                       |
| Philippe Gagnon                                                              | 100 m libre, S10 400 m libre, S10                                                                                           | 2000 · 2000                                       |
| Adam Purdy                                                                   | 100 m dos, S6 | 2000                                              |
| Kirby Cote                                                                   | 50 m nage libre, S13 100 m nage libre, S13 100 m papillon, S13 100 m brasse, S13 200 m 4 nages, S13 400 m nage libre, S13   | 2004 · 2004 · 2004 · 2000 · 2000, 2004 · 2004     |
| Walter Wu                                                                    | 100 m dos, S13 100 m papillon, S13 400 m nage libre, S13                                                                    | 2000 · 2000 · 2004                                |
| Stéphanie Dixon                                                              | 100 m nage libre, S9 100 m dos, S9 400 m nage libre, S13                                                                    | 2000 · 2000, 2004, 2008 · 2000                    |
| Benoît Huot                                                                  | 50 m nage libre, S10 100 m nage libre, S10 100 m papillon, S10 400 m nage libre, S10 200 m 4 nages, S10 200 m 4 nages, SM10 | 2000, 2004 · 2000, 2004 · 2012 · 2000, 2004, 2012 |
| Anne Polinario                                                               | 50 m nage libre, S10 100 m nage libre, S10                                                                                  | 2004, 2008 · 2004                                 |
| Chelsey Gotell                                                               | 100 m dos, S13 200 m 4 nages, SM13                                                                                          | 2004, 2008 · 2008                                 |
| Valérie Grand'Maison                                                         | 100 m papillon, S13 400 m nage libre, S13 100 m nage libre, S13                                                             | 2008 · 2008 · 2008                                |
| Summer Ashley Mortimer                                                       | 50 m nage libre, S10 100 m dos, S10                                                                                         | 2012 · 2012                                       |
| Katarina Roxon                                                               | 100 m brasse, SB8 | 2016                                              |
| Aurélie Rivard                                                               | 50 m nage libre, S10 100 m nage libre, S10 400 m nage libre, S10                                                            | 2016 · 2016, 2020 · 2016, 2020, 2024              |
| Danielle Dorris                                                              | 50 m papillon, S7 | 2020, 2024                                        |
| Nicholas Bennett                                                             | 100 m brasse, SB14 200 m nages, SM14                                                                                        | 2024 · 2024                                       |
| Sebastian Massabie                                                           | 50 m nage libre | 2024                                              |

### Voile
| Nom          | Discipline(s)               | Année(s) |
| ------------ | --------------------------- | -------- |
| Paul Tingley | Quillard en solitaire 2.4mR | 2008     |

## Jeux paralympiques d'hiver

### Biathlon
| Nom         | Discipline(s)               | Année(s)    |
| ----------- | --------------------------- | ----------- |
| Mark Arendz | 15 km, debout 10 km, debout | 2018 · 2022 |

### Curling
| Nom                                                                                 | Discipline(s) | Année(s) |
| ----------------------------------------------------------------------------------- | ------------- | -------- |
| Chris Daw Gerry Austgarden Gary Cormack Sonja Gaudet Karen Blachford                | Tournoi mixte | 2006     |
| Jim Armstrong Darryl Neighbour Ina Forrest Sonja Gaudet Bruno Yizek Coach : Joe Rea | Tournoi mixte | 2010     |

### Hockey sur luge
| Nom | Discipline(s)  | Année(s) |
| --- | -------------- | -------- |
| Bradley Bowden Benoît St-Amand Raymond Grassi Todd Nicholson Billy Bridges Jean Labonté Greg Westlake Shawn Matheson Dany Verner Marc Dorion Hervé Lord Paul Rosen Mark Noot Graeme Murray | Tournoi hommes | 2006     |

### Ski alpin
| Nom                  | Discipline(s)                                                                              | Année(s)                                           |
| -------------------- | ------------------------------------------------------------------------------------------ | -------------------------------------------------- |
| John Gow             | Slalom, debout                                                                             | 1976                                               |
| Lorna Manzer         | Slalom, debout                                                                             | 1980                                               |
| Lana Spreeman        | Slalom géant, debout                                                                       | 1980                                               |
| Mark Bentz           | Descente, debout, malvoyant Super combiné, debout                                          | 1984 · 1984                                        |
| Lynda Chyzyk         | Slalom, debout                                                                             | 1988                                               |
| Jeff Dickson         | Slalom, debout                                                                             | 1992                                               |
| Caroline Viau        | Super G, debout                                                                            | 1992                                               |
| Stacy William Kohut  | Super G, assis                                                                             | 1994                                               |
| Daniel Wesley        | Super G, assis Slalom, assis                                                               | 1998 · 2002                                        |
| Chris Williamson     | Slalom, debout, malvoyant                                                                  | 2002                                               |
| Lauren Woolstencroft | Slalom, debout Super G, debout Slalom géant, debout Descente, debout Super combiné, debout | 2002, 2010 · 2002, 2010 · 2006, 2010 · 2010 · 2010 |
| Viviane Forest       | Descente, debout, malvoyant                                                                | 2010                                               |
| Josh Dueck           | Super combiné, assis                                                                       | 2014                                               |
| Mac Marcoux          | Slalom géant, debout, malvoyant Descente, debout, malvoyant                                | 2014 · 2018                                        |
| Kurt Oatway          | Super G, assis                                                                             | 2018                                               |
| Mollie Jepsen        | Super combiné, debout Descente, debout                                                     | 2018 · 2022                                        |

### Ski de fond
| Nom               | Discipline(s) | Année(s) |
| ----------------- | --- | --- |
| Lorna Manzer      | 5 km courte distance, debout | 1976 |
| Francine Lemire   | 5 km, debout 10 km, debout | 1988 · 1988                                                                                                   |
| Sandra Lecour     | 5 km, debout, malvoyant 10 km, debout, malvoyant | 1988 · 1988                                                                                                   |
| Brian McKeever    | 5 km classique, debout, malvoyant 10 km libre, debout, malvoyant 5 km, debout, malvoyant 10 km, debout, malvoyant 1 km sprint classique, debout, malvoyant 10 km classique, debout, malvoyant 20 km libre, debout, malvoyant 1 km sprint classique, debout, malvoyant 10 km, debout, malvoyant 20 km, debout, malvoyant 1,5 km sprint classique, debout, malvoyant 10 km classique, debout, malvoyant 20 km classique, debout, malvoyant 1,5 km sprint, debout, malvoyant 12,5 km libre, debout, malvoyant 20 km classique, debout, malvoyant | 2002 · 2002 · 2006 · 2006 · 2010 · 2010 · 2010 · 2014 · 2014 · 2014 · 2018 · 2018 · 2018 · 2022 · 2022 · 2022 |
| Christopher Klebl | 10 km, assis | 2014 |
| Natalie Wilkie    | 7,5 km classique, debout 1,5 km sprint, debout, malvoyant 15 km classique, debout | 2018 · 2022 · 2022                                                                                            |

### Snowboard
| Nom          | Discipline(s)          | Année(s) |
| ------------ | ---------------------- | -------- |
| Tyler Turner | Snowboard Cross SB-LL1 | 2022     |